# Карризозо (вулканическое поле)
Карризо́зо (англ. Carrizozo volcanic field) — вулканическое поле в округах Линкольн и Отеро, штат Нью-Мексико, США.

## Географическое положение
Расположено в округах Линкольн и Отеро, в центральной части штата Нью-Мексико, примерно в 60 милях к юго-востоку от Сокорро и в 80 милях к северо-западу от Розуэлла. Сюда можно добраться по шоссе US 380 и грунтовым дорогам, проходящим параллельно бо́льшей части условных границ.
Государственный парк «Долина пожаров» примыкает к вулканическому полю с востока.

## Деление
Разделено на две обособленные территории: Литтл-Блэк-Пик (англ. Little Black Peak) и лавовый поток Карризозо (англ. Carrizozo Lava Flow). Данные области являются смежными и разделены шоссе US 380.

## Геологическое строение
Литтл-Блэк-Пик и лавовый поток Карризозо состоят из осадочных пород каменноугольного, пермского, триасового и мелового периода, трахита третичного периода и базальта четвертичного периода, речного аллювия и его отложений. Четвертичные образования расположены в северной части Туларосского бассейна.
Осадочные породы, образовавшиеся до третичного периода, залегают на восточном склоне антиклинали Карризозо. Скальные образования, обнаженные в пределах Литтл-Блэк-Пик составляют пермскую формацию Сан-Андрес, триасовую формацию Санта-Роза, меловую формацию Дакота. Кроме того, в пределах Литтл-Блэк-Пик залегают осадочные породы, представленные пермской формацией Берналь, триасовой формацией Чинле и меловой Манкос-Шейл. Пенсильванская формация Магдалена, а также пермские формации Бурсум и Або лежат в основе обеих областей. Магдалена имеет толщину приблизительно 1300—1700 футов и состоит из известняка, сланца и конгломерата. Бурсум имеет толщину менее 250 футов и состоит из сланца с прослоями песчаника и конгломерата. Або имеет толщину приблизительно 1250—1500 футов и состоит из красновато-коричневого аргиллита, глинистого камня и аркозового конгломерата.
Пермская формация Йесо состоит из прослоев известняка, доломита, соли, гипса, песчаника, аргиллита и ангидрита. Толщина формации составляет примерно 3500—4300 футов. Верхняя её часть выходит на поверхность в западно-центральной части лавового потока Карризозо и состоит из коричневых прослоек известняка, песчаника, алевролита и гипса. Пермская формация Сан-Андрес, покрывающая формацию Йесо, состоит из прослоев доломита, доломитового известняка, гипса и небольших пластов песчаника. Толщина — 600—850 футов. Пермская формация Бернал залегает в северо-западной части Литтл-Биг-Пик. Состоит из красно-коричневого тонкослоистого алевролита, глинистого камня, сланца и мелкозернистого песчаника. Толщина колеблется от 20 до 200 футов.
В основании области лавового потока лежат триасовые осадочные породы формации Докум, которая подразделяется на формации Санта-Роза и Чинле. Формация Санта-Роза лежит в основе бо́льшей части Литтл-Биг-Пик. Состоит из пород красного, красновато-коричневого и охристого цвета, крупно- и среднезернистых, переслаивающегося песчаника и галечного конгломерата с незначительными прослоями алевролита и глинистого камня. Толщина составляет примерно 150-200 футов. Формация Чинле лежит в основе северо-восточной и восточной части Литтл-Биг-Пик. Состоит из алевролита, аргиллита, глинистого камня, песчаника и известняково-галечного конгломерата.

## Описание
Бо́льшая часть Литтл-Блэк-Пик покрыта лавовым потоком, в некоторых местах образовались кипуки. В обоих областях отсутствует естественный дренаж. Периодически водотоки возникают в юго-западной части региона лавового потока и следуют на восток, минуя пологие луговые угодья и ряд небольших озёрных доньев, образованных в результате сезонных затоплений.
Существенная часть поверхности вулканического поля покрыта канатной лавой, диаметр каната в среднем составляет от 2,54 до 7,62 сантиметра, иногда достигает 15,24 сантиметра.

### Высота
Высота над уровнем моря в пределах Литтл-Блэк-Пика варьируется от 1600 метров в восточной части до 1730 метров в центральной части, в пределах лавового потока — от 1524 метра до 1696 метров на юго-западе.

## Полезные ископаемые
Согласно отчёту Геологической службы США, в середине 1950-х годов на одной из кипук в юго-восточной части Литтл-Блэк-Пика были вырыты траншеи, позволившие установить состав отложений. Лимонит, сформировавшийся в меловом периоде, составил бо́льшую его часть. Песчаник и трахит залегали в верхних слоях кипуки. Основной задачей исследования было обнаружение урана, однако гипотеза о его местонахождении данном регионе не подтвердилась.
Лава, добываемая по краям потока, использовалась для изготовления щебня, декоративных камней и строительных материалов. В период 1964—1972 она поставлялась компании «Kidney Stone Center» (Сент-Луис, штат Миссури). Кроме того, на протяжении многих лет осуществлялись ограниченные продажи местным частным лицам. Породы, состоящие из гипса и известняка, выступают в западной части. По своему химическому состоянию не представляют какой-либо коммерческой ценности. Шлаки, залегающие в северной части Литтл-Блэк-Пик, могут быть использованы для строительных целей, в частности для производства щебня и в качестве декоративного камня.